# 玉城ちはる
玉城 ちはる（たまき ちはる、1980年4月19日 - ）は、日本のシンガーソングライター、タレント、女優、安田女子大学非常勤講師、家族相談士。広島県広島市東区福田育ち。広島県立安古市高等学校卒業。浅井企画所属（2025年8月まで）。

## 人物
映画やドラマに楽曲提供、テレビ出演、ラジオパーソナリティ、MCなどでも活動しているシンガーソングライター。
平和活動意識が高く、2009年に「Each Feelingsプロジェクト（現 一般社団法人Each）」を設立して広島を中心に全国各地で平和イベントやボランティアを行う。
アジア地域留学生の支援活動「ホストマザー」として2015年まで10年間で36名を担当し、日本テレビ系列「24時間テレビ 愛は地球を救う31」やNHKなどで取り上げられる。2014年1月に公益財団法人日本ユースリーダー協会・第5回「若者力大賞〜ユースリーダー賞〜」を受賞。各地で講演活動のほか安田女子大学で非常勤講師を務める。
2012年に『エッセイ集〜風になれば〜』（本分社刊）を発売し、2015年8月に餃子店ガイドブック+α『餃子女子』（ラトルズ刊）を発売。
司法書士法人・新宿事務所の学校を建てようミャンマープロジェクト、ミャンマー寺子屋学校を建てようミャンマープロジェクトによるミャンマー寺子屋学校の贈呈式で「子供達に歌や音楽のプレゼントをしよう！」プロジェクトの音楽指導を担当。
2018年、歌手活動10周年ツアー「〜笑って泣いて、またわらう〜」 を全国10箇所で開催（福岡・仙台・名古屋・大阪・静岡・横浜・広島・愛媛・東京・札幌）
2021年現在、群馬県高崎市に在住。同年4月2日よりエフエム群馬で「FRIDAY フルスロットル!!!」（タイトルはリスナーから公募）のパーソナリティを務める。

## 来歴
- 2000年 - 2001年
  - 19歳まで広島で過ごし2000年に上京。2001年に東京アクターズスタジオにて実践技を学び、ドラマやインディーズ映画を中心に活動をする。

- 2003年
  - 2003年に『演じ屋』などで有名な主力会の映画「six bullets」で「宵花火」（2ndミニアルバム「前をむいて]」に収録）が主題歌となり、本格的に音楽活動をスタート。都内を中心にライブ活動を始める。「宵花火」は花澤孝一と共に「六花」として2005年8月に行われた『Clarion MEDAMA 2005 FINAL LIVE AUDITION』にエントリーし、最終6作品にまでノミネートされた。

- 2004年
  - 6月、「six bullets」のDVD発売。10月、「ドレミでうたおう」に菅大祐と参加する。
  - ドラマ「駄目ナリ!」（読売テレビ）にレギュラー出演し、オープニングテーマ『overdose』の作詞とボーカルを勤め、DVD-BOXでは自身作詞作曲の『月の唄』がエンディング曲となる。
- 2005年
  - 3月に花澤孝一のサウンドトラック「駄目ナリ! Original Sound Track」に楽曲提供。同年7月にドイツの老舗レーベル・karaoke kalkより発売の「kalk seeds」に菅大祐の『xi-huan』のボーカルとして参加。

- 2006年
  - 5月のドラマ「春 君に届く」（読売テレビ）では「ピンホールカメラ」が挿入歌となり、更に同年6月には菅大祐とのユニット「Ulor」として参加したコンピレーションCD「Garaxie500#Fairy」を発売。

- 2007年
  - 4月に『Zutto〜人にやさしいコンサート』でオープニングアクトを担当、5月に初ワンマンライブを催す。
  - 7月8日に吉田拓郎のカバー曲を中心とした初アルバム「父さんが好きだったフォークソング」を発売。更に秋には福岡・広島・大阪・名古屋・横浜・東京と巡る女ひとり旅ライブツアーを実施。

- 2008年
  - 「広島いのちの電話」の協力で自殺撲滅を考えるチャリティーイベントを開催。
  - 6月6日にオリジナル・1stシングル「針と波紋」発売。Weeklyぴあの満足度ランキングで9位、広島HMVの邦楽シングルランキングで1位となった[要出典]。
  - 8月30日と31日に「24時間テレビ 愛は地球を救う31」で原田真二と共に広島テレビメインチャリティーゲストを務める。

- 2009年
  - 代表を務める平和活動「Each Feelingsプロジェクト」設立。以降、毎年8月5日に広島でピースコンサートを催し、札幌、岩手、仙台、栃木、東京、名古屋、広島、福岡など全国で開催している。ゲストに杉本篤彦、森恵らが参加。
  - 1月23日、2ndシングル「君が愛の種」発売。このシングル収録曲の「凛音」は「物語のまちへ」という番組のエンディングテーマになり、トータルセールスが1万枚を超えた。

- 2010年
  - 2010年9月、発展途上国やアジアへの支援を目的として、JICAなどが推進する「なんとかしなきゃ！プロジェクト 見過ごせない55億人」で、国際活動する著名人100人のメンバーに選出[5]。

- 2011年
  - 「Each Feelings 2011」開催。ゲストに有森裕子が参加。
  - 東日本大震災後を受け、自ら岩手県釜石市の避難所を訪れ、炊き出し等の支援活動を行う。宮城県仙台市にある重度障害者・難病ポスピス「太白ありのまま舎」の依頼を受け療養施設にてチャリティーコンサートを行う。
  - 香港企業からの依頼を受け、香港九龍湾KITEC Star Hallで行われた日本、中国、香港を繋ぐイベントに出演。このイベントの模様は香港TVの報道番組にてTOPニュースで報道され、2011年2月22日発売の現地の新聞「頭條日報」にて写真付きで掲載される[要出典]。
  - 2月23日、2ndミニアルバム「ここにいること。」を発売。ヒストリーチャンネル開局10周年特別ドキュメンタリー番組「百二十八枚の広島」の主題歌に使用される。
  - 3月16日、「W100 シンガー・ソングライター　今という時代を探る」（シンコーミュージック・エンタテイメントから発売）に森山良子、松任谷由実、竹内まりや、宇多田ヒカル、加藤登紀子、EPO、広瀬香美、BONNIE PINKと共にSPECIAL INTERVIEWとして尾崎亜美と並び掲載される。

- 2012年
  - 「Each Feelings 2012」開催。ゲストに庄野真代が参加。
  - 1月9日、「J-WAVE」の特別番組「J-WAVE HOLIDAY SPECIAL LIGHT UP YOUR HEART」（DJ小山薫堂、LIZA）に小山薫堂のお薦めアーティストとしてゲスト出演。新曲「ひだまり」などをスタジオ・ライブで披露。
  - 5月17日、自身初となる「エッセー集〜風になれば〜」が本文社から出版。
  - 5月23日、3rdミニアルバム「ひだまり」を発売。杉真理、伊藤銀次、村田和人、らがゲスト参加。NHK札幌放送局ラジオ第一にて、東日本大震災でふるさとを離れて北海道で暮らす被災者へ届ける音楽番組「北海道まるごとラジオ“ココロウタ”」のテーマ曲に使用される。

- 2013年
  - 「Each Feelings 2013」開催。5月18日、岩手公演を皮切りに仙台、東京、札幌、名古屋、栃木、広島、福岡、そして最後は広島にて8月5日に開催された。
  - 4月17日、大石由梨香×玉城ちはる名義（「×」の読みはクロスとのこと）による1stアルバム「Full Moon Nude」を発売。
  - 8月5日、「Each Feelings 2013 ひだまりFes in 広島」開催。
  - 9月、「玉城ちはるワンマンライブ Luxury Room 〜青女月の間〜」開催（渋谷・JZBrat）
  - 12月、「玉城ちはるワンマンライブ Luxury Room 〜臘月の間〜」開催（渋谷・JZBrat）

- 2014年
  - 1月、長年の平和活動等の功績が評価され、公益財団法人日本ユースリーダー協会主催「第5回 若者力大賞〜ユースリーダー賞]」に選出される。
  - 1月5日、静岡放送（SBSラジオ）にてメインパーソナリティを務める番組「玉城ちはるの愛されたいの」放送開始（SBSラジオ毎週土曜日 18:00〜18:30、RCCラジオ毎週日曜日 23:00〜23:30）
  - 4月14日、玉城ちはるワンマンライブ「初めての札幌単独ステージ」を開催（札幌 くう COO）。
  - 4月19日、玉城ちはるワンマンライブ「Birthday Live〜はじまりと詩〜」を開催（JZBrat）。
  - 9月10日　2ndアルバム「玉城ちはる×さらさ 『天泣に包まれて』」発売
  - 9月、テイチクエンタテインメント・タクミノートレーベルよりメジャー・デビュー。
  - 9月24日、メジャーデビューアルバム『私は生きてる』発売。

- 2015年
  - 8月25日、「餃子女子」（ラトルズ）発売。

- 2016年
  - 10月5日、シングル『千年物語』発売（※名古屋城本丸御殿テーマソング）
  - 12月31日、SBS＆RCCラジオ「玉城ちはるの愛されたいの」終了（SBSラジオは同年12月31日終了、RCCラジオは同年12月18日終了）

- 2017年
  - 6月23日、ワンマンライブ「玉城ちはる Someday in the... vol.4」を開催（JZBrat）
  - 音楽活動、自身の子育てと並行し全国の学校で「国際交流」や「命」についての講演を行っている。

- 2018年
  - 歌手活動10周年ツアー「〜笑って泣いて、またわらう〜」 を全国10箇所で開催（福岡・仙台・名古屋・大阪・静岡・横浜・広島・愛媛・東京・札幌）
  - 4月18日、歌手活動10周年記念ベスト・アルバム「TAMAKI CHIHARU BEST」を発売。
  - 広島県のとある中学校生徒に向けて講演を行った。

- 2019年
  - 「玉城ちはるコンサート・Supported 餃子家 龍」をBLUELIVE HIROSHIMA（広島）にて行う。

- 2025年
  - 8月10日、浅井企画を退所[3]。

## 音楽

### CD

#### アルバム
- 父さんが好きだったフォークソング（吉田拓郎カバー集）（SASAKI BIGGEST BIZ ENTERPRIZE、2007年7月8日発売）
  1. 父さんが好きだったフォークソング
  2. 夏休み
  3. 落陽
  4. 唇をかみしめて
  5. ともだち（玉城ちはるwithカーネル）

- 前を向いて（1stミニアルバム 2010年7月8日〜ライブ会場限定発売→2012年5月23日、FLY HIGH RECORDSから全国流通）
  1. 前を向いて
  2. あの喫茶店
  3. 幸福のダンス
  4. 宵花火
  5. 風になれば (Live Version)
  6. Sunny day (Live Version)
  7. ピンホールカメラ (Live Version)

- ここにいること。（2ndミニアルバム FLY HIGH RECORDS、2011年2月23日発売）
  1. ここにいること。
  2. 君にありがとう
  3. 好きだよ
  4. 3月の空
  5. ピンホールカメラ (Piano Version)
  6. you-me

- [ひだまり（3rd ミニアルバム FLY HIGH RECORDS、2012年5月23日発売）
  1. ひだまり（作詞:玉城ちはる&入倉都/作曲:入倉都/編曲:菅大祐/コーラス編曲:杉真理&村田和人/ストリングス編曲:吉良都）
  2. 儚き蜜、月の涙（作詞:玉城ちはる&入倉都/作曲:入倉都/編曲:入倉 都&菅大祐）
  3. 私は生きてる（作詞:玉城ちはる&入倉都/作曲:入倉 都/編曲:入倉都/ストリングス編曲:吉良都）
  4. Happy life（作詞:玉城ちはる&入倉都/作曲:入倉 都/編曲:菅大祐）
  5. ヒトリゴト（作詞:玉城ちはる&入倉都/作曲:入倉都/編曲:入倉都&菅大祐）
  6. Lotus（作詞:玉城ちはる/作曲・編曲:菅大祐）(ボーナス・トラック)
  7. 海辺の街（作詞:玉城ちはる/作曲・編曲:菅大祐）(ボーナス・トラック)

- Full Moon Nude（1st アルバム FLY HIGH RECORDS、2013年4月17日発売）
  1. Full Moon Nude
  2. 愛しのルブタン
  3. SOL
  4. テティス
  5. unbalance
  6. Blue Velvet
  7. 螺旋

- 天泣に包まれて（2nd アルバム FLY HIGH RECORDS、2014年9月10日発売）
  1. 風になれば (Inst.Version)（作曲：玉城ちはる/編曲：さらさ）
  2. アマリネ（作詞：玉城ちはる/作曲：菅大祐, 玉城ちはる/編曲：さらさ）
  3. Life（作詞：玉城ちはる/作曲：菅大祐, 玉城ちはる/編曲：さらさ）
  4. 天泣〜イチョウの木の下で〜（作詞：玉城ちはる/作曲・編曲：さらさ）
  5. おでこのキス（作詞・作曲：玉城ちはる/編曲：森川敏行）
  6. 初恋桜（作詞・作曲：玉城ちはる/編曲：さらさ）
  7. 指を鳴らそう／玉城ちはる＋さらさ feat. balconny（作詞：玉城ちはる/作曲：西洋平/編曲：balconny）（ボーナストラック）

- 私は生きてる（メジャー・デビュー・アルバム テイチクエンタテインメント・タクミノートレーベル、2014年9月24日発売）
  1. 私は生きてる（作詞：玉城ちはる&入倉都/作曲：入倉都/編曲：松岡モトキ）
  2. いのち（作詞：玉城ちはる/作曲・編曲：福由樹子）
  3. ラブレター（作詞：玉城ちはる/作曲：大石由梨香/編曲：松岡モトキ）
  4. もう泣かないで（作詞：玉城ちはる/作曲・編曲：弓木英梨乃）
  5. あの喫茶店（作詞・作曲：玉城ちはる&溝下 創/編曲：菅大祐）
  6. 彼女の嘘（作詞：玉城ちはる/作曲：蝦名摩守俊/編曲：福由樹子）
  7. お喋りGIRL!（作詞：玉城ちはる/作曲：杉真理/編曲：小泉信彦）
  8. I'm just a woman（作詞：玉城ちはる/作曲：福由樹子/編曲：蝦名摩守俊・福由樹子）
  9. 聖女（作詞：玉城ちはる/作曲：蝦名摩守俊/編曲：大石由梨香・鉄井孝司）
  10. カーニバル（作詞：玉城ちはる / 作曲：伊藤銀次/編曲：小泉信彦）
  11. Someday in the dark（作詞：玉城ちはる/作曲・編曲：福由樹子）

- TAMAKI CHIHARU BEST（歌手活動10周年記念初ベスト、キャピタルヴィレッジ、2018年4月18日発売）
  1. 風になれば
  2. 好きだよ（Live Version）
  3. ひだまり
  4. ヒトリゴト（Live Version）
  5. 私は生きてる
  6. ラブレター（Live Version）
  7. 彼女の嘘
  8. 天泣〜イチョウの木の下で〜
  9. 千年物語
  10. 笑い泣き
  11. シャバダバ

#### シングル
- 針と波紋（つばきレコード、2008年6月6日発売）
  1. 風になれば
  2. ピンホールカメラ
  3. 恋待蕾
  4. シンカイノハモン

- 君が愛の種（つばきレコード、2009年1月23日発売）
  1. 君が愛の種
  2. 凛音

- 千年物語（FLY HIGH RECORDS、2016年10月5日発売 ※名古屋城本丸御殿テーマソング）
  1. 千年物語
  2. 千年物語（Instrumental）

  - 参加アーティスト
    - 福由樹子（Piano）
    - 外園一馬（Acoustic Guitar）
    - 千ヶ崎学（Wood Bass）
    - 中北裕子（Percussion）
    - 藤堂昌彦（Violin 1）
    - 徳永友美（Violin 2）
    - 坂口弦太郎（Viola）
    - 徳澤青弦（Cello）

#### 参加作品
- ドレミでうたおう（333DISCS、2004年10月14日発売） - 11曲目「明日」（管大祐&玉城ちはるとして参加）
- 駄目ナリ! Original Sound Track（主力会、2005年3月26日発売） - 2曲目「overdose」 20曲目「月の唄」（花澤孝一作品に参加）
- kalk seeds.（karaoke kalk、2005年7月7日発売） - 14曲目「Xi-Huan」（管大祐作品にヴォーカル参加）
- Galaxie500#Fairy（FINDERPOP LABEL、2006年6月21日発売） - 12曲目「Sleeping Waltz」（Ulor（管大祐&玉城ちはる）として参加）
- もうひとつのクリスマスソング〜冬のうた〜（コロムビアミュージックエンタテインメント、2007年11月21日発売） - 2曲目「おでこのキス」
  - faam公認アーティストによるコラボレーションアルバム
- 午後のボッサ〜カフェ・ビートルズ（デラ、2010年12月10日発売）
- CLOCLO MADE IN JAPAN 2013〜最後のマイ・ウェイ（Pearlnet Records / FLY HIGH RECORDS、2013年7月17日発売） - 3曲目「ル・マル・エメ」（玉城ちはる featuring 岡田徹 として参加）
- 猫コンピ「猫と音楽の蜜月」（FLY HIGH RECORDS、2013年9月25日発売） - 3曲目「屋根裏のネコ」（玉城ちはる with SE-NO 作詞：玉城ちはる／作曲・編曲：蝦名摩守俊 として参加）
- 猫コンピ第2弾「猫と音楽の休日」（FLY HIGH RECORDS、2015年4月15日発売） - 9曲目「Brand new day」（作詞：玉城ちはる、横山樹貴／作曲：小野泰三／編曲：福由樹子 として参加）
- 鉄道コンピ『恋する鉄道』（USMジャパン、2015年5月27日発売） - 5曲目「狐ケ崎の改札で」（作詞：玉城ちはる／作曲：西洋平／編曲：balconny として参加）

#### 映画・CM・音楽制作提供
- 2005年
  - 「春君に届く」（読売テレビドラマ）野口照夫 監督作品
- 2007年
  - 「たとえ世界が終わっても」（映画）野口照夫 監督作品
  - 「こわい童謡」（映画）福谷修 監督作品
- 2008年
  - エコイベント「あっちっちサミット2008」テーマソング「風になれば」
  - 「物語のまちへ 宮津・天橋立〜映画「天国はまだ遠く」ロケ地めぐりの旅〜」CSファミリー劇場
- 2009年
  - 「刺青 背負う女」エンディングテーマ「シンカイノハモン」（映画）堀江慶 監督作品
  - 「ReReRe（リリリ）」テーマソング「海辺の街」（ショートフィルム映画）山岡修 監督作品
- 2010年
  - 「君の好きなうた」（映画）柴山健次 監督作品
  - 「メロンパン移動販売用テーマソング」（日本語・中国語版）
- 2011年
  - 「西條商事株式会社「ショージ」店舗内テーマソング」（TSSソフトウェア）
  - 「ヒストリーチャンネル「百二十八枚の広島〜写真からみつめる昭和の足跡〜」」主題歌「ここにいること。」※本作品は2011年「地方の時代」映像祭にて「選奨」を受賞しています。
- 2012年
  - NHK札幌放送局 FM音楽番組「ココロウタ」テーマソング「ひだまり」「BGM制作」
- 2013年
  - 中国放送（RCC）ラジオ「一文字弥太郎の週末ナチュラリスト」エンディングテーマ「海辺の街」（2013年2月）
- 「レディーボーデン」CS放送用CM音源
- 明治大学プロモーションビデオ「TOKYO×YOU」
- CHANEL「リフトアップリュミエール」店舗展開用音源
- 2015年
  - 「夢二〜愛のとばしり」（映画）宮野ケイジ監督作品、劇中で歌唱を担当。

### ゲーム音楽
- 「すくすく子育てDS」任天堂DSソフト（童謡歌唱で参加）
- 「ReversiRobo」スマートフォン用ゲーム・アプリ（2012年に音楽制作）

### その他
- 「Flying Baby」（若手映画作家育成プロジェクト2006、野口照夫監督作品、2007年） - 音楽（挿入曲『蒼の空』、挿入歌『虹とクレヨン』）担当
- 「こわい童謡（表の章・裏の章）」（2007年7月） - 劇中内童謡
- 「たとえ世界が終わっても Cycle soul apartment」（主力会、野口照夫監督作品、2007年8月25日） - 花澤孝一と共に音楽担当
- 「すくすく子育てDS 赤ちゃんと遊ぼう!」（マーベラスエンターテイメント、2008年4月23日、ニンテンドーDSソフト） - ゲーム内にて歌唱参加

## ライブ活動
- 2006年
  - 「現世サウンドコンサート〜夏の終わりの音楽会（第2夜）」（京都・建仁寺、8月27日）
    - 出演：キッサコ、Ulor

- 2007年
  - Yoshitomo Nara- Moonlight Serenade 「moosehill Live」（金沢・STUDIO CAFE yngm:k in 金沢21世紀美術館、2月11日） - ゲスト出演
  - Marusan presents 「ZuTTO 人にやさしいコンサート2007」（名古屋・Zepp Nagoya、4月8日 / 品川・品川ステラホール、4月14日）
    - 出演：ZuTTO（篠原ともえ・松本英子）、浜崎貴司、May、玉城ちはる）

  - 「UENO サマーフォークフェスティバル」（上野・不忍池みずどりのステージ、7月29日）
    - 出演：なぎら健壱、原田真二、ビリーバンバン、玉城ちはる

  - 「あっちっちサミット2007」（岐阜県多治見市・地球村、8月14日）
    - 出演：原田真二、モーニング娘。10周年記念隊、玉城ちはる
    - テーマソングとして『風になれば』が使われる。

  - 「キャンドルナイトin地球村」（岐阜県多治見市・地球村、12月24日）
  - フジテレビ「千秋ちゃんのフォークジャンボリー」※坂崎幸之助らと共演
  - 岐阜「あっちっちサミット2007／2008」※モーニング娘。らと共演
  - 文化放送「サテライトプラスLive」
  - Marusan presents「ZuTTO 人にやさしいコンサート2007」（Zepp Nagoya、品川ステラホール）
    - 共演：ZuTTO（篠原ともえ・松本英子）／浜崎貴司／May

- 2008年
  - 「広島フラワーフェスティバル」（広島市内各所、5月3日 - 5日）
  - 「栄ミナミ音楽祭」（名古屋市栄各所、5月10日・11日）
    - 出演：根本要、富安秀行、ジェロ、玉城ちはる他

  - 「栄ミナミ音楽祭」根本要／ジェロらと共演

- 2009年
  - 「広島フラワーフェスティバル」（広島市内各所）
  - 「Flower Voice」（表参道FAB）※松本英子と共にレギュラーホストを務める

- 2010年
  - 「Flower Voice」（表参道FAB）※松本英子と共にレギュラーホストを務める

- 2011年
  - 「 Eachfeelings 2011 - ピースコンサート 〜未来に広げる平和への想い〜」（8月5日 - 9日）
  - 「shima fes SETOUCH 2011 百年つづく、いのちのフェス。」（9月3日 - 4日）香川県 小豆島・太陽のステージにて
    - 出演：曽我部恵一、喜納昌吉、三宅洋平、高木ブー、つじあやの

  - 「ProjectNOW!」（ガンジーの生誕日・国際非暴力デーについてのイベントに玉城ちはる出演）（10月2日）原爆ドーム対岸親水テラスにて
  - 「Full Moon Nude」（渋谷JZBrat・Motion Blue YOKOHAMA・広島・静岡）
    - 大石由梨香との共同企画イベント

  - 「広島フラワーフェスティバル」（広島市内各所）
  - 「フレスタモール・カジル横川9周年記念コンサート」（広島市西区民文化センター大ホール）
  - 「ヒロシマから「なんとかしなきゃ！〜東日本大震災と国際協力〜」（JICA中国／広島国際会議場）

- 2012年
  - 「広島フラワーフェスティバル」（広島市内各所）
  - 「第48回徳島ジャズストリート」（徳島）
  - 「MISAWA×project」（ミサワホーム／岡山・ミサワホーム住宅展示場）
  - 「世界一大きな絵2012展とチャリティーコンサート」（アース・アイデンティティ・プロジェクト／日比谷公会堂）
  - 「ALBUM「ひだまり」RELEASE LIVE〜花冠を君に送るよ〜」（2渋谷JZbrat）ゲスト：伊藤銀次／杉真理／村田和人
  - 「玉城ちはるエッセイ集〜風になれば〜　出版記念パーティー」（東京・広島）
  - 「東川町国際写真フェスティバル2012ひがしかわ どんとこい祭り」（北海道東川町）
  - 「Shima fes SETOUCHI 2012　〜百年つづく、いのちのフェス。〜」（小豆島・ふるさと村）
  - 「ヒューマンフェスタ2012 ひろしま ＠NTTクレドホール」（広島）
  - 「玉城ちはる×村田和人クリスマス・ライブ」（静岡）
  - 「伊藤銀次のWINTER WONDER MEETING 2012」（下北沢440）

- 2013年
  - 「広島フラワーフェスティバル」（広島市内各所）
  - 「上田市平和音楽祭　UEDA PEACE Festival 2013」（長野県・上田市上田文化会館 ホール）
  - 「玉城ちはるワンマンライブ Luxury Room 〜蜜月の間〜」（6月／渋谷・JZBrat）
  - 「COLLECT TULLE（コレクトチュール）」（広島・Blue Live HIROSHIMA）※ファッションショーと音楽のコラボレーションイベント
  - 「三菱レイヨン　サマーフェスティバル2013」（三菱レイヨングランド）
  - 「PRAYER OF LOVE AND PEACE 愛と平和の祈り広島公演」（アステールプラザ大ホール）
  - 「本と音楽の蜜月」（広島・古本交差点）※「本と語りと音楽」をテーマにした人数限定のプレミアムイベント
  - 「リレーフォーライフとちぎ 2013 in 宇都宮」（栃木・宇都宮城址公園）
  - 「玉城ちはるワンマンライブ Luxury Room 〜青女月の間〜」（9月、渋谷・JZBrat）
  - 「玉城ちはるワンマンライブ Luxury Room 〜臘月の間〜」（12月、渋谷・JZBrat）
  - 「お正月だョ、全員集合！吉祥寺の杉まつり」（吉祥寺・STAR PINE'S CAFÉ）
  - 「チハルモニア 〜弦と声の無限調和〜」（下北沢・SEED SHIP）※共演：永田ジョージ（Pf）とのDUO演奏

- 2014年
  - 「お正月だョ、全員集合！吉祥寺の杉まつり」（吉祥寺・STAR PINE'S CAFÉ）
  - 「玉城ちはるワンマンバースデイライブ 〜はじまりと詩〜」（4月、渋谷・JZBrat）
  - 「チハルモニア 〜弦と声の無限調和〜」（下北沢・SEED SHIP）※共演：永田ジョージとのDUO演奏
  - 玉城ちはるワンマンライブ「初めての札幌単独ステージ」（4月14日／札幌・くう COO）
  - 玉城ちはるワンマンライブ「Birthday Live〜はじまりと詩〜」（4月19日／渋谷・JZBrat）
  - 「本と音楽の蜜月 東京編 第一章」（5月17日／千葉・Moon light book store 月光堂）
  - 「Each Feelings 2014 ピースコンサート 〜ひだまり あなたの居場所はどこですか〜」（8月2日、広島・広島駅南口エールエール地下広場）

- 2016年
  - 「TOKYO FMホール・ワンマンライブ」

- 2018年
  - 玉城ちはる歌手活動10周年ツアー「〜笑って泣いて、またわらう〜」 全国10箇所（福岡・仙台・名古屋・大阪・静岡・横浜・広島・愛媛・東京・札幌）

## 書籍

### 玉城ちはる著書
- エッセイ集〜風になれば〜（2012年5月17日発売、本文社）
- 餃子女子（2015年8月25日発売、ラトルズ）

### 書籍掲載
- 「W100 シンガー・ソングライター　今という時代を探る」（シンコーミュージック・エンタテイメント、2011年3月16日発売）
- 「Beautiful Covers 〜 ジャケガイノススメ・リマスター」（ラトルズ、2014年4月15日発売） - コラム掲載
- 「STORY 1月号」（光文社）巻頭カラー2ページ「未来は女の掌の中に」
- 「CREA 5月号」（文藝春秋）book in book 特集ページ

## 講師・平和活動

### 講演・イベント履歴
- 2008年
  - 「24時間テレビ 愛は地球を救う 31」広島テレビメインチャリティーゲスト
  - 「子育て応援イベント トーク＆コンサート」主催 広島経済大学 興動館
  - 「いのちのコンサート in 広島」
  - 「自殺防止啓発チャリティーコンサート」協力 広島いのちの電話 広島経済大学

- 2009年
  - 「新春コンサート＆講演 ホストマザーから学んだ子供の接し方」主催 呉市私立幼稚園協会事務局
  - 「Each Feelings 2009 〜それぞれの今を捧げるレクイエム〜」主催 ピース＆ラン実行委員会
  - 「反戦・平和記念イベント in 八女」主催 八女市民コンサート実行委員会
  - 「国境を超えたかけがいのない家族 トーク＆コンサート」主催 福山市教育委員会 ブロック人権問題講演会事業
  - 「尊いいのち 大切な絆」芦田町ふれあい人権の集い 主催 住みよいあしだのさとづくり協議会

- 2010年
  - 「特別講演会＆コンサート 詩で伝える笑顔と優しさ」主催 広島市公立保育園会
  - 「人権文化コンサート 笑顔と優しさを歌声にのせて」主催 尾道市文化センター・尾道市
  - 「Each Feelings 2010」主催 Each Feelings 2010 実行委員会

- 2011年
  - 「東日本大震災チャリティーコンサート」主催 Each Feelings 事務局
  - 「宮城県仙台市 重度障害者・難病ホスピタル 太白ありのまま舎チャリティーコンサート」
  - 「岩手県釜石市栗林地区ボランティア活動 炊き出し」2011年5月〜継続中
  - 「Each Feelings 2011」有森裕子ゲスト出演、トークとピースランに参加

- 2012年
  - 「フクシマ・ヒロシマ 人・家族 きのうよりきっと幸せに 〜あれから一年〜」福島原発の事故により避難生活を続けられている、玉川光昭を招いての基調講演を開催
  - 「Each feelings iwate」大槌町吉里地区にてチャリティー開催
  - 「Each feelings 2012」ゲスト出演　庄野真代。トークとピースランに参加
  - 「第8回 平和のつどい in 本願寺長崎教堂」 主催：長崎教区 教務所
  - 「玉城ちはる と SE-NO の広島そして平和 “Each feelings Sapporo”」
  - 「ヒューマンフェスタ2012ひろしま」にて、セミナー（講演会）開催 主催：広島法務局、広島県、広島県教育委員会など
  - NHK広島放送局 ラジオ第一「Heart Rock Café」公開生放送出演 主催：NHK広島放送局

- 2013年
  - 「Each Feelings 2013 ひだまり」
  - 「上田平和音楽祭」に玉城ちはるライブ出演
  - 「Each feelings 2013」ゲスト出演 カズン トークとライブに参加
  - 「Each feelings ひだまり2013」全国7都道府県にて開催

- 2014年
  - 若者力大賞受賞記念 コラボチャリティ講演会「若者力で、日本に輝かしい未来を」にて講演
  - 「第5回 若者力大賞 ユースリーダー賞」を受賞（1/29 都内）
    - 10年間のホストマザーの活動が評価され、公益財団法人ユースリーダー協会より

  - 「SBSラジオ＆静岡県プレゼンツGOGOワイドらぶらじスペシャル ココロ、つながるトーク＆ライブ」
    - 自殺防止を目的としたゲートキーパーのイベント（2月22日・23日、浜松、静岡、三島 3会場にて）

  - 「玉城ちはる 故郷に帰って思うこと」と題して、コミュニケーションの取り方について講演（3月4日、広島・TSS文化大学）
    - TSS文化大学にて、ご高齢者の方々に向けてのセミナー

  - 「モーニングコンサート〜春の風にのって〜」
    - 武蔵野市教育委員会からの依頼で、育児中の女性を対象とした、ホストマザーの経験から学んだことについてトークとライブを開催（3月7日、武蔵野市 スターパインズカフェにて）

- 2015年
  - 「平和への想いをカタチにすること」講演＆ライブ　主催：広島県廿日市市立廿日市中学校
  - 「平和の集い〜全戦没者追悼法要〜」講演＆ライブ　主催：西本願寺長崎教区教務所
  - 『Each feelings 2015 ひだまり〜あなたに伝えたい〜』 若者×お寺×被爆体験　主催：社団法人EACH　Each Feelings事務局
  - 『Each feelings 2015 ひだまり〜あなたに伝えたい〜』どうしてヒロシマにやって来たの？　主催：社団法人EACH　Each Feelings事務局
  - 「第9回 チャリティーコンサート」ライブ出演　後援：一般社団法人 こどものための柴基金
  - 「さをりリーダーズ・コミティ会員大会2015 〜ヒロシマから世界へ〜」ライブ出演　主催：さリコ会員大会2015　実行委員会
  - 「UEDA PEACE FES 2015 （上田平和音楽祭2015）」ライブ出演　主催：上田平和音楽祭実行委員会
  - 「名古屋城　宵まつり」ライブ＆トーク 　主催：名古屋城宵まつり実行委員会
  - 「平和のコンサート＆講演」　主催：諫早市立本野小学校　明教寺　
  - 「福島聞法の集い」ライブ＆トーク　主催：「福島　真宗聞法の集い」実行委員会
  - 『「尊いいのち　大切な絆」命の大切さを考える講演会〜パート2〜』講演＆ライブ　主催：三重県川越町立川越中学校
  - 「戦後70周年記念事業　人権フェスタ2015」講演＆ライブ　主催：廿日市市・人権フェスタ実行委員会

- 2016年
  - あすなろ猫事業チャリティーコンサート「Nyan Nyan Each〜なきごえを歌声に〜」（福岡）主催：Eachfeelings 協力：公益社団法人 福岡県獣医師会
  - 「他者貢献とは」、司法書士法人新宿事務所にて講演
  - 「関西グラビア協同組合」にて講演
  - 「杉原千畝・星空コンサート 〜後世に伝えたい平和の大切さ〜」（岐阜）主催：杉原ウィーク実行委員会 百津田丁役場産業課
  - 「一般社団法人こどものための柴基金後援 特別イベント・チャリティーコンサート」（東京） 主催：一般社団法人こどものための柴基金
  - 「玉城ちはるから愛をあなたへ＆プチライブ」（盛岡）主催：ピュアDream
  - 第13回 児童虐待防止推進月刊セミナー「何だかんだの子育てコンサート〜こんなはずじゃなかった〜」主催：児童養護施設 至誠学園（東京）
  - 「あつぎヒューマンライツフェスタ」（神奈川） 主催：厚木市・厚木市教育委員会

- 2018年
  - 「いのちの参観日」（5月18日、熊本）主催：東海大学付属熊本星翔高等校
  - 「いのちの参観日」（5月26日、仙台）主催：東北黒沢建設工業株式会社
  - 「いのちの参観日」（5月28日、宮城）主催：気仙沼国際交流協会唐桑支部
  - 「いのちの参観日」（6月16日、埼玉）主催：北千住インターネット放送局 Cwave 日曜日の魔女達
  - 「いのちの参観日」（6月23日、岩手）主催：日本ジニアスセンス協会ピュアDream
  - 「いのちの参観日」（6月24日、岩手）主催：ピュアDream
  - 「日中韓36人の母になって見えたこと」（7月14日、奈良）主催：川西町・川西町教育委員会「法務省委託事業」
  - 「いのちの参観日」（7月17日、鎌倉）主催：第68回「社会を明るくする運動」鎌倉市地区推進委員会
  - 「やさしさ貯金ゲーム in 広島平和記念公園」（8月6日、広島）主催：Each Feelings プロジェクト事務局
  - 「Peace Forum」（8月6日、広島）主催：Peace Forum 平和のひろば
  - 「第2回 宗教対話 in 真宗学寮 – 救いなき世の、救いとは何か」（8月7日、広島）主催：真宗学寮
  - 「平和のつどい」（8月8日、長崎）主催：平和の集い実行委員会
  - 「みずほ平和の祈り 2018（平成30年度 瑞穂市平和推進事業）」（8月19日、岐阜）主催：瑞穂市
  - 「いのちの参観日」（9月5日、長野）主催：伊賀良小学校PTA、共催：伊賀良まちづくり協議会
  - 「心といのちを守るシンポジウムひろしま2018」（9月8日、広島）主催：広島いのちの電話事務局
  - 「いのちの参観日」（10月26日、徳島）
  - 「0歳からの親子コンサート」（11月1日、東京）主催：社会福祉法人 至誠学舎立川 児童事業本部
  - 「人権トーク＆コンサート - いのちと愛と生きる喜びを歌う」（11月17日、大阪）主催：福島区人権啓発推進協議会
  - 「第24回 心耕祭」（12月1日、広島）
  - 「第32回 花園大学人権週間 - 知ることから」（12月4日、京都）主催：第32回 花園大学人権週間実行委員会
  - 「いのちの参観日」（12月8日、広島）主催：大崎上島町・大崎上島町教育委員会・青少年育成大崎上島町民会議
  - 「多文化共生・異文化理解って何だろう？〜歌手・玉城ちはるのホストマザー経験から学ぶ〜」（12月9日、横浜）

- 2019年
  - 日建学院・絆の会「合格祝賀パーティー in Tochigi」（2月9日、宇都宮）
  - 「差別をなくす町民集会」（7月13日、奈良）
  - 「死とは何か」 〜宗教対話〜（8月7日、広島）
  - 「平和のつどい」（8月9日、長崎）主催：平和のつどい実行委委員会
  - 「よのなか教室・サマースクール」（8月11日、宮崎）
  - 枕崎市制施行70周年記念講演「玉城ちはるトーク＆コンサート〜命の参観日〜」（9月1日、鹿児島・枕崎）主催：枕崎市
  - 「玉城ちはる 〜命の参観日〜」（9月15日、東京・三軒茶屋）主催：三茶しゃれなあどホール指定管理者 株式会社世田谷サービス公社
  - 自殺防止えどがわキャンペーン「〜わたしたちはひとりじゃない〜共に生きる」（9月17日、東京・江戸川）
  - 「玉城ちはる 〜命の参観日〜」（11月2日、広島）主催：安芸高田市たかみや人権会館
  - 第16回 児童虐待防止推進月間事業「0歳からの親子コンサート」子どもたちは泣いても・歩き回っても大丈夫（11月7日、東京）主催：社会福祉法人 至誠学舎立川 児童事業本部、協力：社会福祉法人 立川市社会福祉協議会、生活協同組合パルシステム東京、後援：立川市、至誠学園後援会
  - 「玉城ちはる 〜命の参観日〜」in ふれあい人権フェスタ2019（11月10日、奈良）
  - 「玉城ちはる 〜命の参観日〜」in 多世代交流ハウス意見交換会「みんなで創ろう！地域の居場所」（12月1日、広島）主催：とりたまカフェ
  - 「玉城ちはる 〜命の参観日〜」in 三好市民大学講座（12月8日、徳島）主催：三好市教育委員会 生涯学習・スポーツ振興課
  - 「玉城ちはる 〜命の参観日〜」in 龍雲中学校（12月9日、香川・高松）
  - 「玉城ちはる 〜命の参観日〜」in 合志市人権フェスティバル（12月14日、熊本）主催：合志市人権フェスティバル実行委委員会、合志市、合志市教育委員会、共催：合志市人権教育推進協議会
  - 「日韓友好フェスタ2019 in 八王子」（12月28日、東京・八王子）、主催：NPO法人 おもてなし国際協議会、協力：中央大学ツナグ〜across2020〜、後援：八王子市

### 特別講師・非常勤講師
- 2010年
  - 「留学生との生活を通じて感じたアジアの中の日本」日本大学短期学部・特別講師
- 2011年 - 現在
  - 「ホストマザーから学ぶ異文化交流」など 安田女子大学・非常勤講師
- 2012年
  - 「ホストマザーから学ぶ平和文化」早稲田大学文学部・特別講師

## 出演

### テレビ
- 菊次郎とさき（2000年、テレビ朝日[信頼性要検証]）
- 茂七の事件簿 ふしぎ草紙（2001年、NHK[信頼性要検証]）
- ラブ・レボリューション（2001年、フジテレビ[信頼性要検証]）
- トーキョー/f（2003年、テレビ東京[信頼性要検証]）
- 競馬予想TV!（2003年1月 - 2006年8月、フジテレビ739・BSフジ）
- 明日のレース分析（2003年12月、グリーンチャンネル[信頼性要検証]）
- 駄目ナリ!（2004年8月5日 - 2004年10月7日、読売テレビ）
- 夢の扉 〜NEXT DOOR〜（2006年2月12日、TBSテレビ）
- 星月夜（2007年1月25日、TBSテレビ[信頼性要検証]）
- 24時間テレビ 愛は地球を救う31（2008年、日本テレビ系列） - 広島テレビのメインチャリティーゲストとして出演
- ぶち☆なまTV（2010年、NHK広島） - メインMC
- 百二十八枚の広島〜写真からみつめる昭和の足跡〜（2011年2月19日、ヒストリーチャンネル）
- 王様のブランチ（2015年12月26日、2016年1月9日、TBSテレビ）
  - 別冊王様のブランチ（2016年1月23日、TBSテレビ）
- ノンストップ! （2015年10月15日、フジテレビ）
- おはよう朝日です・土曜日です （2015年12月26日、朝日放送テレビ）
- 羽鳥慎一モーニングショー （2016年2月9日、テレビ朝日）
- 直撃LIVE グッディ! （2016年2月9日、フジテレビ）
- めざましテレビ （2016年2月10日、フジテレビ）
- スッキリ （2016年6月、日本テレビ）
- ビビット （2017年3月、TBSテレビ）
- ワケあり!レッドゾーン（2017年3月・5月、読売テレビ・日本テレビ）
- 鈴木奈々と玉城ちはるのパリッパリ!!ぷるもち!!“餃子女子”LIVE（2018年1月12日、広島ホームテレビ）
- アウト×デラックス（2018年9月6日、フジテレビ）
- ドライブオススメぐり（2019年3月6日・13日、広島ホームテレビ） - 中島尚樹と共演

### ネットテレビ
- ライムスター宇多丸の水曜The NIGHT（2017年4月12日放送、AbemaTV）

### 映画
- SIX BULLETS（2003年）主題歌「宵花火」も提供
- こわい童謡 裏の章（2007年7月28日公開） - 黒川比奈子 役

### ラジオ
- 333DISCS presents 憩いのひととき（2006年12月 - 、文化放送/NACK5共同制作） - メインパーソナリティー
- Celtic Note紀行（2008年、文化放送） - DJ
- SPACE TRIAL（FM-FUJI） - 松本英子と共にパーソナリティ
- J-WAVE HOLIDAY SPECIAL TSUCHIYA presents LIGHT UP YOUR HEART（2012年1月10日、J-WAVE） - ゲスト
- HEART ROCK CAFE（2012年12月、NHK広島放送局） - ゲスト
- God Bless Saturday SPECIAL in 横浜コットンハーバー（2013年7月、FMヨコハマ） - ゲスト
- Music Channel"K"（2013年、札幌コミュニティ放送局 / ラジオ カロス サッポロ） - ゲスト
- 特別番組『玉城ちはる〜本と音楽とラジオの蜜月〜』（2013年12月31日、中国放送）
- すっぴんで失礼（2015年8月 - ???、中国放送） - 「週末ナチュラリスト」内包コーナー
- 玉城ちはるの愛されたいの（2014年1月 - 2016年12月、静岡放送/2014年10月 - 、中国放送） - メインパーソナリティー
- 平成ミュージック・グラフィティ （2017年2月、NHKラジオ第1）
- 玉城ちはるの心の参観日（2018年 - 、FM世田谷）
- 金曜夕方 新番組!（2021年、エフエム群馬）
- テレフォン人生相談（2024年5月10日 - 不定期、ニッポン放送）-回答者
- 垣花正のあなたとハッピー!（2025年2月19日、ニッポン放送） - ゲスト

### ナレーション
- 阿部亮のNGO世界1周! IN ミャンマー2015年7月、ニッポン放送）
- 世界に学校を建てようプロジェクト!〜ミャンマーの学校・5年ぶりの訪問〜（2015年8月）
- 阿部亮のNGO世界1周! IN カンボジア（2016年3月、ニッポン放送）
- 世界に学校を建てようプロジェクト!〜カンボジアの学校・5年ぶりの訪問〜（2016年3月）

### その他
- ライブチャット るんばっくすTV（2004年4月 - 2005年10月）
- エンタメ集団演人全開 第10回公演「BRIGHT MORNING」（2007年3月9日 - 2007年3月11日）※再演
- 「大和田廣樹のアンパカBAR」インタビュー（2016年、anpaca.tv）

### DVD
- 「SIX BULLETS」EPISODE 1 - 6（主力会、2004年6月24日 - 2005年12月27日発売）
  - 「六花」（花澤孝一＋玉城ちはる）として主題歌を担当。また特典映像として『オレンジ』『宵花火』（EPISODE1）、『冬の海』『チェルシー』（EPISODE2）が入っている
- LOST PIECE VOL.1 -奇妙で不思議な寓話集-「TRIPPER MICHIKO」（アムモ、監督：喜屋武靖、2007年2月23日発売） - 主演：水野道子 役 ※オムニバス短編作品集
- 駄目ナリ!（アスミック・エースエンタテインメント、野口照夫監督作品、2007年3月2日発売） - 鬱田草子 役

### CM
- NTT「タウンページ〜歯科医編〜」（2003年7月）
- レオパレス21「付いて来た紀香〜ディナー編〜」（2004年4月）
- 江崎グリコ「ビスコ」（2005年4月）
- キリン「お茶のチューハイ」（2006年5月）

### インターネット放送
- 水曜日のオンナ達（??? - 2016年12月11日、Ustream） - 東京と広島から月に2回放送